# Aracopidius variegatus
Aracopidius variegatus là một loài bọ cánh cứng trong họ Ptilodactylidae. Loài này được Carter miêu tả khoa học năm 1935.